# Komtesse Doddy
Komtesse Doddy er en tysk stumfilm fra 1919 af Georg Jacoby.

## Medvirkende
- Georg Baselt
- Poldi Deutsch
- Victor Janson
- Heddy Jendry
- Max Kronert